# Staatliche Technikerschule Berlin

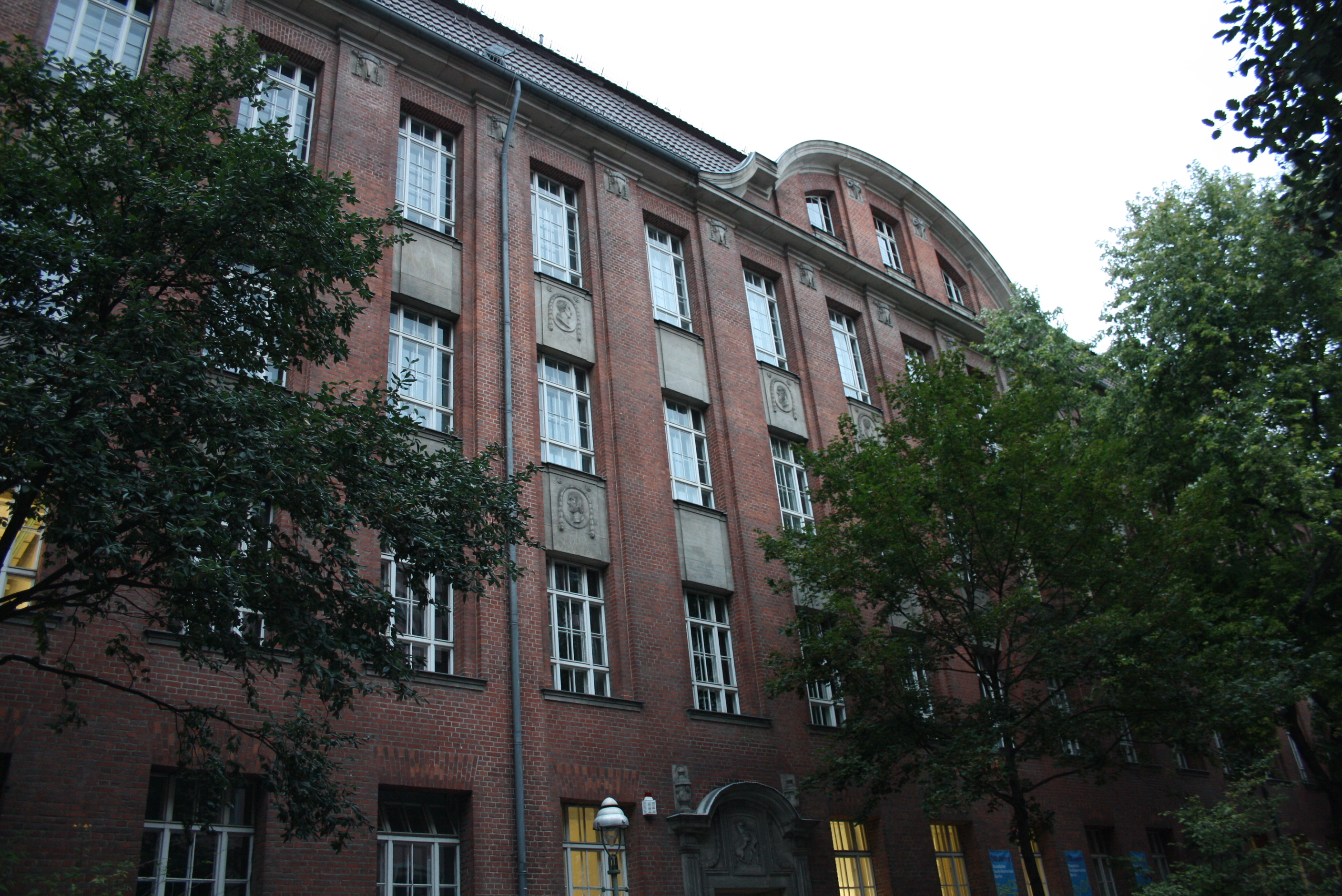
Technikerschule in der Bochumer Straße

Die Staatliche Technikerschule Berlin (STB) ist eine berufliche Weiterbildungsstätte für Personen mit abgeschlossener Berufsausbildung. Der erfolgreiche Abschluss der Ausbildung berechtigt zum Führen der Berufsbezeichnung staatlich geprüfte Techniker/in.

## Geschichte
Am 29. Oktober 1963 erfolgte die Gründung der Staatlichen Techniker-Tagesschule durch den Senat von Berlin im Gebäude der vormaligen Staatlichen Ingenieur Akademie Gauß in der Bochumer Straße 8b in Berlin-Moabit. Das Gebäude wurde 1908 als Neubau für das Friedrichswerdersche Gymnasium errichtet.
Die ersten Fachrichtungen waren Maschinenbau (Schwerpunkte: Konstruktion und Fertigung, Feinwerktechnik-Konstruktion), Elektrotechnik (Schwerpunkte: Energietechnik, Nachrichtentechnik, Mess- und Regelungstechnik).
1971 kam es zur Gründung der Staatlichen Technikerschule Berlin mit berufsbegleitendem Teilzeit- bzw. Abendstudium und den zusätzlichen Studiengängen Bautechnik, Heizungs-, Lüftungs- und Klimatechnik; Mitte der 1970er Jahre folgte der Studiengang Datenverarbeitungstechnik.
1975 wurde die Studiendauer im Tagesstudium von 3 auf 4 und im Abendstudium auf 8 Semester verlängert. 1988 fanden Modernisierungsmaßnahmen statt und eine Erweiterung des Schulgebäudes unter der Leitung des Architekten Helge Pitz.
1991 erfolgte ein Zusammenschluss mit der Ingenieurschule für Chemie (DDR) in der Naglerstraße, Berlin. Daraus entstand die Fachrichtung Umweltschutztechnik (Schwerpunkte: Labortechnik und Verfahrenstechnik). 1997 fand der Umzug der Abteilung Umweltschutztechnik in die Bochumer Straße statt. Seit 1995, nach Gründung des Landesschulamtes Berlin, wird die Technikerschule aus der Zentralverwaltung durch die Senatsverwaltung der Schulaufsicht der beruflichen Schulen zugeordnet. 2003 erfolgte eine Neugründung des Fachbereichs Biotechnik und 2005 des Fachbereichs Mikrosystemtechnik.

## Berufliche Weiterbildung
Die Staatliche Technikerschule Berlin wird von ca. 1300 Studierenden besucht und hat etwa 100 Dozenten.
Der Unterricht findet im Klassenverband in seminaristischer Form statt. Einen erheblichen Teil des Studiums bilden Übungen in den Laboren, in denen in kleinen Gruppen gearbeitet wird.

## Partner
Die Berliner Technikerschule kooperiert mit Betrieben und Unternehmen in der Region. Es besteht eine Möglichkeit der zusätzlichen Zertifizierung:
- Microsoft, Advanced Academic Training Partner
- SAP Hochschulausbildungspartner
- Cisco Regional & Local Academy

## Studium

### Voraussetzung
Die Bewerber benötigen einen Berufsabschluss mit mindestens einem Jahr Berufserfahrung.

### Dauer der Weiterbildung
Vollzeit: 4 Semester mit 34 Unterrichtseinheiten pro Woche.
Teilzeit: 8 Semester mit 14 Unterrichtseinheiten pro Woche.
Unterricht im Teilzeitstudium findet abends ab 17 Uhr und samstags statt, so dass ein berufsbegleitendes Studium ermöglicht wird.

### Berufsfelder
- Elektrotechnik
- Maschinenbautechnik
- Informatik
- Netzwerktechnik
- Heizungs-/Klima-/Sanitärtechnik
- Bautechnik
- Biotechnik
- Umwelt-/Verfahrenstechnik
- Wirtschaftsinformatik (Staatlich geprüfter Betriebswirt)

### Projektarbeit
Das Studium wird neben den Abschlussprüfungen mit der Erarbeitung, Vorlage und Präsentation einer Projektarbeit abgeschlossen. An der STB entstehen viele Projektarbeiten in Zusammenarbeit mit in Berlin ansässigen Firmen. Das Niveau der Projektarbeiten an der STB erreicht das von Diplomarbeiten an Fachhochschulen.

## Fachhochschulreife
Alle erfolgreichen Absolventen, welche über einen mittleren Schulabschluss (MSA) verfügen, erhalten die Fachhochschulreife.
Der MSA kann auch während des Studiums erworben werden.